# Chicago Blackhawks
Die Chicago Blackhawks (IPA: [ʃɪˈkɑːɡoʊ blækhɔks]) sind ein US-amerikanisches Eishockeyfranchise der National Hockey League aus Chicago. Sie wurden am 25. September 1926 gegründet und nahm zum Beginn der Saison 1926/27 den Spielbetrieb auf. Die Teamfarben sind Rot, Schwarz und Weiß. In den ersten 60 Jahren spielte das Team, das zu den sogenannten Original Six gehört, unter demselben Namen in getrennter Schreibweise („Black Hawks“).
Die Blackhawks tragen ihre Heimspiele im United Center aus und waren bis Ende der 1960er Jahre das am weitesten westlich gelegene Team der Liga. Zwischen 1933 und 1961 konnte das Team aus der Windy City dreimal den prestigeträchtigen Stanley Cup gewinnen. Der Titelgewinn in der Saison 1960/61 war zugleich der für längere Zeit der letzte, obwohl die Mannschaft vor allem in den 1970er und frühen 1990er Jahren zu den besten der NHL gehörte. Die größte sportliche Krise erlebte das Franchise jedoch um die Jahrtausendwende herum, als in zehn Spielzeiten nur einmal die Playoff-Qualifikation gelang. Nach einer großen Umstrukturierung kehrte der Erfolg früherer Jahre zurück, sodass 2010 nicht nur der erste Cup-Erfolg nach 49 Jahren gelang, sondern das Team den Erfolg in den Jahren 2013 und 2015 auch wiederholen konnte.

## Geschichte

### Der Name
Der Name stammt von der Infanterie-Division, in welcher der erste Besitzer der Black Hawks Frederic McLaughlin im Ersten Weltkrieg gedient hatte. Sie war nach einem großen Indianer aus der Geschichte Illinois’, Häuptling Black Hawk, benannt. In den früheren Jahren war die meist verwandte Schreibweise des Namens „Black Hawks“, doch auch in vereinsinternen Aufzeichnungen und Publikationen findet man immer wieder die Schreibweise „Blackhawks“. Diese Unstimmigkeit wurde im Sommer 1986 offiziell vom Club geklärt. Wie in den ersten Dokumenten bei Gründung des Teams wird der Name seither nur noch zusammen geschrieben.

### Frühe Jahre (1926–1943)

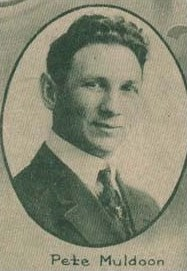
Pete Muldoon, der erste Trainer der Black Hawks

Die Chicago Blackhawks traten der National Hockey League 1926 bei, zwei Jahre nachdem mit den Boston Bruins das erste Team aus den USA in die Liga kam. Zusammen mit den Detroit Cougars und den New York Rangers gaben sie ihr Debüt in der NHL-Saison 1926/27. Erstmals wurde die NHL in zwei Divisionen geteilt. Da nun über die Hälfte der NHL-Teams in den USA ansässig war, spielten die drei neuen Teams zusammen mit den Bruins und den Pittsburgh Pirates in der American Division, während die vier kanadischen Teams mit den New York Americans die Canadian Division bildeten.
Das erste Team der Blackhawks bestand überwiegend aus Spielern, die in der Vorsaison mit den Portland Rosebuds in der Western Canada Hockey League gespielt hatten. Die Liga hatte sich aufgelöst und der Besitzer der Blackhawks, Frederic McLaughlin, hatte sich die Rechte an den Spielern aus Portland gekauft. Die erste Saison verlief für die Mannschaft relativ erfolgreich. Angeführt wurde das Team von seiner ersten Reihe um Dick Irvin und Babe Dye, die es beide unter die besten fünf Scorer der Liga schafften. In den Play-offs musste man sich den Boston Bruins geschlagen geben und nach der Endrunde wurde Cheftrainer Pete Muldoon entlassen.
Es folgten einige erfolglose Jahre, bevor das Team um Goalie Charlie Gardiner, Verteidiger Marvin „Cy“ Wentworth und Torjäger Johnny Gottselig in der Saison 1930/31 die Finalrunde um den Stanley Cup erreichte, in der sie den Montréal Canadiens unterlagen. 1934 gewannen die Blackhawks ihren ersten Stanley Cup. Überragend im Team war neben Torjäger Paul Thompson vor allem Torwart Charlie Gardiner, der inzwischen Mannschaftskapitän des Teams war. In fünf der acht Playoff-Spiele ließ er nicht mehr als ein Gegentor zu. Er war über viele Jahre der große Rückhalt des Teams gewesen und erlag zwei Monate nach dem Titelgewinn einem Hirntumor.
Die nächsten Jahre waren nicht von spielerischen Erfolgen geprägt und die Mannschaft konnte sich 1938 mit 37 Punkten aus 48 Spielen nur knapp für die Playoffs qualifizieren. Die entscheidenden Spiele gegen die Canadiens und die New York Americans wurden jeweils nach Overtime gewonnen. In der Finalrunde traf Chicago auf die Toronto Maple Leafs, die sie mit 3:1-Spielen bezwangen. In der darauffolgenden Saison verpassten die Hawks als letztplatzierte Mannschaft die Playoffs.

### „Original Six“ (1944–1967)
1944 erreichten die Blackhawks mit den Brüdern Max und Doug Bentley, Clint Smith sowie Bill Mosienko wieder die Finalserie, unterlagen dort aber gegen Montreal mit Maurice „The Rocket“ Richard. Im selben Jahr starb der Besitzer, Frederic McLaughlin und ließ das Team de facto führungslos zurück. In den 1950er Jahren stand die Mannschaft knapp vor dem Bankrott. Arthur Wirtz und James D. Norris führten den finanziell strapazierten Club in dieser Zeit. Sie bauten ein neues Team auf; eine ihrer ersten Handlungen war 1954 die Verpflichtung von Tommy Ivan als General Manager.
Zwischen 1945 und 1958 erreichten die Blackhawks nur zweimal die Play-offs, bevor GM Ivan mit einigen Spielertransfers das Team erfolgreich umgestaltete. Entscheidend waren hier die Verpflichtungen der Spieler Glenn Hall, Pierre Pilote, Bobby Hull und Stan Mikita. Dazu kam mit Ted Lindsay noch ein erfahrener Spieler, der wegen der Gründung der Spielergewerkschaft National Hockey League Players’ Association bei seinem alten Team Detroit Red Wings in Ungnade gefallen war. 1961 gewannen die Blackhawks schließlich ihren dritten Stanley Cup, im Finale besiegten sie Detroit mit 4:2-Spielen.
Es folgten zwei weitere Finalteilnahmen, 1962 gegen die Toronto Maple Leafs und 1965 gegen Montreal, beide Male unterlagen die Blackhawks jedoch. Zu dieser Zeit war Chicago eines der Top-Teams der NHL. Bobby Hull erzielte in vier Spielzeiten mehr als 50 Tore, Mikita war mehrfach Topscorer der NHL, Pilote wurde als bester Verteidiger der NHL dreimal in Folge mit der James Norris Memorial Trophy ausgezeichnet und Glenn Hall war in acht von neun aufeinander folgenden Jahren immer im ersten oder zweiten NHL All-Star Team.

### Die Jahre der NHL-Expansion (1967–1985)
Die National Hockey League nahm zu Beginn der Saison 1967/68 sechs neue Teams auf und die Hawks starteten ohne Erfolg. Torhüter Glenn Hall wechselte zu den St. Louis Blues. In einem Tauschgeschäft mit den Boston Bruins gaben die Blackhawks Phil Esposito, Ken Hodge und Fred Stanfield ab und erhielten drei Spieler, von denen nur Pit Martin den Erwartungen entsprach, während Esposito in Boston zahlreiche Offensiv-Rekorde aufstellte. Zum ersten Mal seit 1958 verpasste das Team wieder die Play-offs.
Phil Espositos jüngerer Bruder, Tony kam 1969 als Torhüter zum Team und spielte eine starke Rookie-Saison, für die er mit der Calder Memorial Trophy ausgezeichnet wurde. In seiner zweiten Saison führte er die Blackhawks in das Stanley-Cup-Finale, in dem das Team jedoch Montreal unterlag. Nach der Gründung der World Hockey Association verließen unter anderem die Leistungsträger Bobby Hull und André Lacroix den Verein. Die Hawks schafften trotz der Abgänge den Einzug ins Finale 1973, wo sie erneut den Canadiens unterlagen. Nach der Saison ging auch Pat Stapleton in die WHA. Vor Beginn der Saison 1976/77 verpflichteten die Chicago Blackhawks Bostons Bobby Orr, der verletzungsbedingt nur 26 Spiele für das Team bestritt und 1978 seine Karriere beendete. 1980 beendete auch Stan Mikita nach 22 Jahren für die Blackhawks seine Laufbahn.
In der Saison 1981/82 scheiterten die Blackhawks im Halbfinale an den Vancouver Canucks. In zwei der nächsten drei Jahre erreichten sie wieder das Halbfinale, doch jeweils waren es die Edmonton Oilers unter der Führung des jungen Wayne Gretzky, die eine Finalteilnahme verhinderten.

### Blackhawks statt Black Hawks (1986–2004)

Schulter-Logo der Blackhawks

Bei der Sichtung der Clubunterlagen fiel in den Gründungspapieren auf, dass der Teamname damals zusammengeschrieben worden war, also „Chicago Blackhawks“ und nicht, wie meist verwendet, „Black Hawks“. Das Team erklärte die zusammengeschriebene Variante als die offiziell gültige.
In den späten 1980er Jahren schafften die Hawks jährlich die Playoffteilnahme, schieden dort allerdings jeweils früh aus. In dieser Zeit waren Denis Savard und Steve Larmer, die regelmäßig über 30 Tore pro Saison erzielten, die Leistungsträger in der Offensive. Zur Saison 1989/90 kam mit Rookie Jeremy Roenick ein zukünftiger Star dazu und in den Playoffs debütierte mit Goalie Ed Belfour ein weiterer Rookie. Die Blackhawks erreichten das Conference-Finale, wo sie dem späteren Stanley-Cup-Sieger Calgary Flames unterlagen.
Im Jahr darauf schaffte die Mannschaft es erneut in die Vorschlussrunde, in der dieses Mal wieder die Edmonton Oilers die Saison für Chicago beendeten. 1991 gewannen die Blackhawks die Presidents’ Trophy als punktbestes Team der regulären Saison, doch die Minnesota North Stars sorgten in der ersten Playoff-Runde für das Ausscheiden. Mittlerweile hatte das Team für die Defensive den in Chicago geborenen Chris Chelios verpflichtet, und auf Grund der starken Leistungen von Torhüter Ed Belfour entschied sich das Management, den damaligen zweiten Torwart Dominik Hašek an die Buffalo Sabres abzugeben. 1992 erreichten die Hawks wieder das Stanley-Cup-Finale, aber Mario Lemieux’ Pittsburgh Penguins waren ein zu starker Gegner.
Zur Saison 1994/95 zog die Mannschaft aus dem Chicago Stadium in das neue United Center. Auch das Team veränderte sich; Belfour, Chelios und Roenick wurden abgegeben und die neuen Leistungsträger hießen in der zweiten Hälfte der 90er Jahre Éric Dazé, Tony Amonte und Alexei Schamnow. Nach 29 Jahren verpasste das Team in der Saison 1997/98 erstmals die Playoffs. Die Zeit bis zur Streiksaison 2004/05 war sehr erfolglos. Die Blackhawks erreichten nur einmal die Playoffs, die steigenden Eintrittspreise und die Weigerung des Teams, Heimspiele im TV zu übertragen, schadeten dem Ansehen der Blackhawks in Chicago und sorgte für sinkende Zuschauerzahlen.

### Neuaufbau (2005–2009)

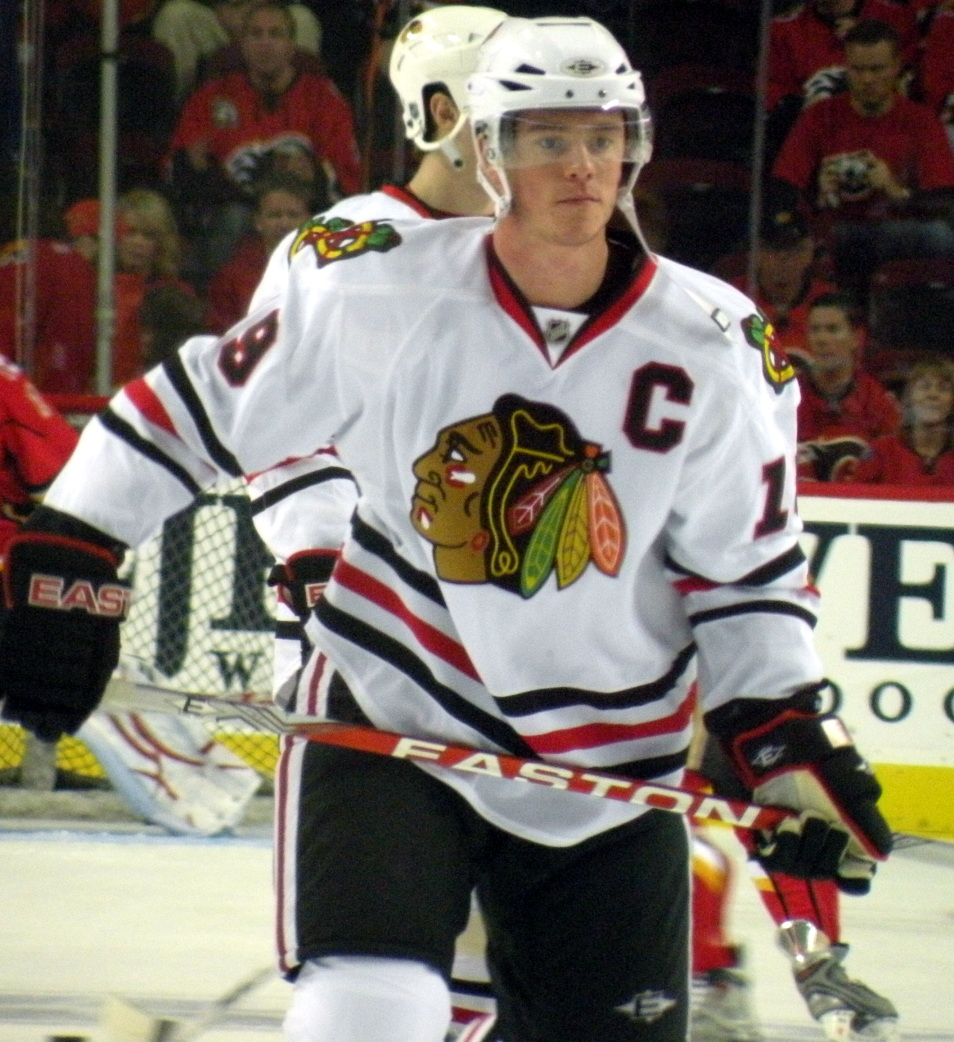
Toews als Mannschaftskapitän der Blackhawks (2009).

Der neue General Manager Dale Tallon begann zur Saison 2005/06 mit dem Umbau der Mannschaft. Die Blackhawks verpflichteten mit Torwart Nikolai Chabibulin und All-Star Verteidiger Adrian Aucoin zwei Spieler, die für mehr Stabilität in der Defensive sorgen sollten. Die Mannschaft hatte jedoch mit vielen Verletzungen zu kämpfen und verpasste abermals die Playoffs. Beim NHL Entry Draft 2006 wählte man an dritter Stelle Jonathan Toews und tätigte mit den Verpflichtungen von Martin Havlát, Michal Handzuš und Bryan Smolinski namhafte Transfers. Trotz des veränderten Kaders gelang es den Blackhawks auch in der Saison 2006/07 nicht, die konstante Leistungen abzurufen, sodass Cheftrainer Trent Yawney bereits im November 2006 entlassen und durch den bisherigen Assistenztrainer Denis Savard ersetzt wurde. Die Mannschaft beendete die Saison mit 71 Punkten und verpasste den Einzug in die Playoffs.
Infolge des schlechten Abschneidens gewannen die Blackhawks die Draft Lottery und bekamen beim NHL Entry Draft 2007 erstmals die Möglichkeit, an erster Stelle einen Draft Pick auswählen. Man sicherte sich die Rechte an Patrick Kane, welcher ebenso wie Toews zukünftig eine große Rolle in der Neuausrichtung (rebuild) des Franchises spielen sollte. Nachdem der Eigentümer Bill Wirtz im September 2007 verstorben war, übernahm sein Sohn Rocky die Blackhawks und nahm tiefgreifende Veränderungen innerhalb der Organisation vor. Im November 2007 verpflichtete Wirtz den Sportfunktionär John McDonough als neuen Präsidenten der Blackhawks und handelte im Februar 2008 einen Vermarktungsdeal mit den städtischen Fernsehsendern Comcast SportsNet Chicago sowie WGN-TV zur Übertragung der Heimspiele der Mannschaft aus. In der Saison 2007/08 zeigten sich die Blackhawks deutlich verbessert gegenüber den Vorjahren und profitierten dabei insbesondere von den starken Leistungen durch Kane und Toews, welche jeweils für die Calder Memorial Trophy als bester Rookie in der NHL nominiert wurden. Die Mannschaft verzeichnete am Saisonende insgesamt 88 Punkte und verpasste die Playoff-Plätze um lediglich drei Zähler.
Im Sommer 2008 trieb man den Umbau der Mannschaft weiter voran und gab mit Tuomo Ruutu sowie Mannschaftskapitän Martin Lapointe zwei langjährige Leistungsträger ab. Dem gegenüber standen Verpflichtungen von Torwart Cristobal Huet, Andrew Ladd und Brian Campbell. Kurz nach Beginn der Saison 2008/09 wurde Cheftrainer Savard freigestellt und durch Joel Quenneville, welcher in der Sommerpause als Scout verpflichtet wurde, ersetzt. Im weiteren Verlauf der Spielzeit durchlief die Mannschaft eine enorme sportliche Entwicklung und zog mit 104 Punkten erstmals seit sieben Jahren in die Playoffs ein. In den ersten beiden Runden konnte man sowohl die Calgary Flames als auch die Vancouver Canucks in jeweils sechs Spielen besiegen, bevor man im Western-Conference-Finale gegen die Detroit Red Wings in fünf Partien ausschied. Insgesamt verzeichnete man am Saisonende mit 21.783 Zuschauern pro Spiel den höchsten Zuschauerschnitt in der Liga. Im Juli 2009 ernannte man Stan Bowman zum neuen General Manager, während Tallon auf die Position des Senior Advisor rückte. Bowman verpflichtete anschließend Marian Hossa, Tomáš Kopecký und Kris Versteeg und verlängerte im Dezember 2009 die Verträge mit den Leistungsträgern Toews und Kane um jeweils fünf Jahre.

### Sportliche Dominanz und Stanley-Cup-Siege (seit 2009)

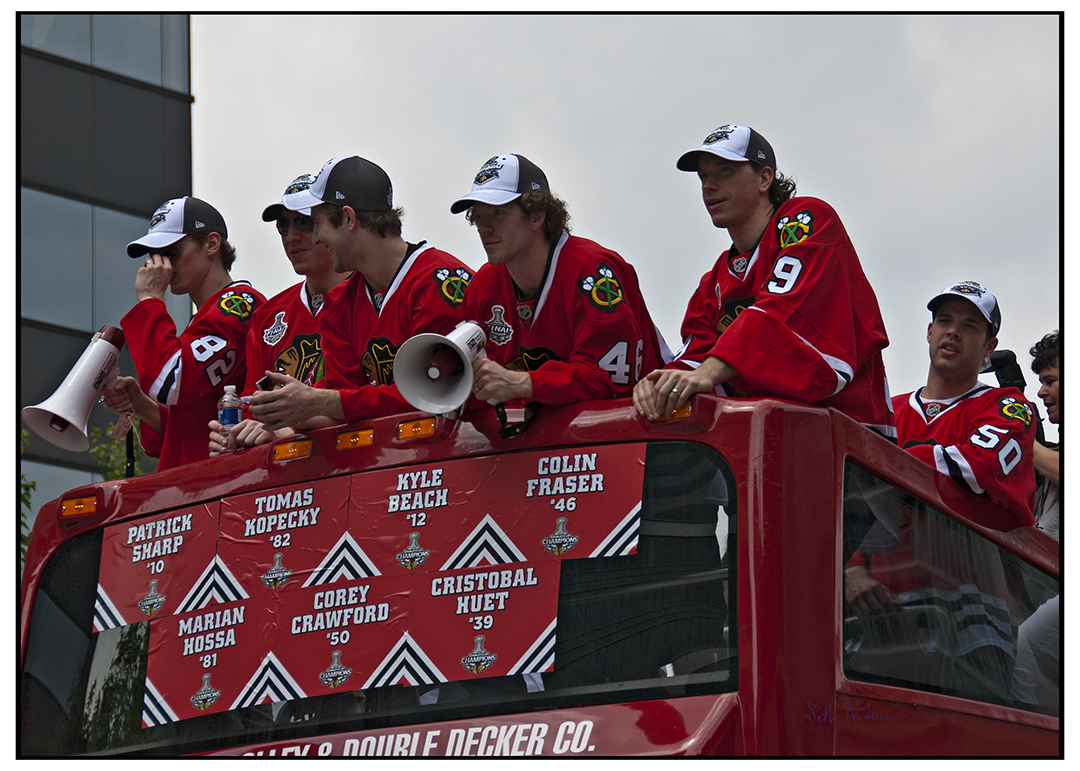
Siegesparade nach dem Stanley-Cup-Sieg 2010

Die Saison 2009/10 sollte die erfolgreichste Spielzeit der bisherigen Klubgeschichte werden, so stellte man mit 52 Siegen und 112 Punkten in der Hauptrunde neue Franchise-Rekorde auf. In den Playoffs schlug man die Nashville Predators und Vancouver Canucks in jeweils sechs Spielen und setzte sich im Western-Conference-Finale in vier Partien gegen die San Jose Sharks durch. In der Finalserie konnte man die Philadelphia Flyers in sechs Spielen besiegen und gewann somit erstmals seit 1961 den Stanley Cup. Im Anschluss wurde Toews mit der Conn Smythe Trophy als wertvollster Spieler der Playoffs ausgezeichnet, während Duncan Keith die James Norris Memorial Trophy als bester Verteidiger der Liga erhielt.
Im folgenden Jahr erreichten die Blackhawks erst am letzten Spieltag die Playoffs und trafen in der ersten Runde auf die Vancouver Canucks. Man glich einen 0:3-Rückstand in der Serie aus, verlor jedoch im siebten Spiel durch einen Treffer von Alex Burrows in der Verlängerung. Im Sommer 2011 hatte man mit Troy Brouwer, Brian Campbell und Kopecky drei nennenswerte Abgänge, während Torhüter Ray Emery und Brandon Saad die einzigen bedeutenden Neuverpflichtungen während der Sommerpause blieben. In der Saison 2011/12 erreichten die Blackhawks zum fünften Mal infolge die Playoffs, wo man in der ersten Runde den Phoenix Coyotes begegnete und in sechs Spielen verlor. In der durch den Lockout verkürzten Spielzeit 2012/13 verzeichneten die Blackhawks den besten Saisonstart in der Geschichte der NHL und stellten mit 24 aufeinander folgenden Spielen, in denen man mindestens einen Punkt holte, einen neuen Rekord auf. Am Saisonende gewann man als punktbeste Mannschaft der Liga die Presidents Trophy und traf in der ersten Playoff-Runde auf die Minnesota Wild, welche man in fünf Spielen besiegte. In der anschließenden Serie gegen die Detroit Red Wings konnte man einen 1:3-Rückstand drehen und traf daraufhin im Western-Conference-Finale auf die Los Angeles Kings. Dort setzten sich die Blackhawks in fünf Partien durch und standen somit erneut im Stanley-Cup-Finale. Im sechsten Spiel konnte man innerhalb der letzten Minute des dritten Drittels einen 1:2-Rückstand durch Tore von Bryan Bickell sowie Dave Bolland drehen und feierte anschließend den zweiten Stanley-Sup-Sieg innerhalb von drei Jahren.

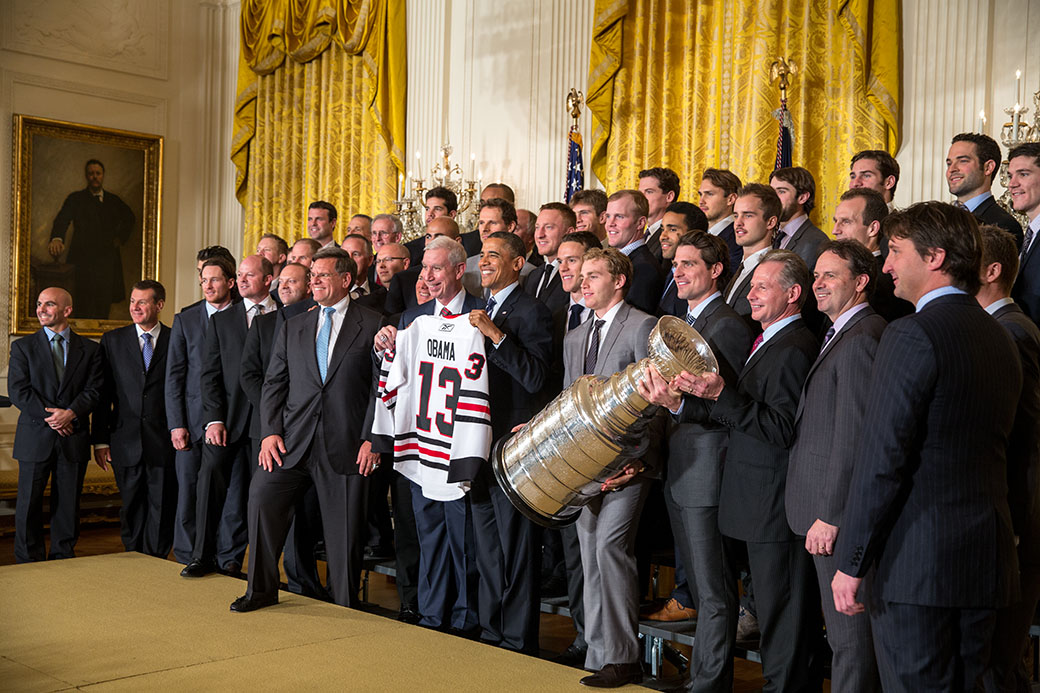
Die Blackhawks mit dem Stanley Cup beim US-Präsidenten Barack Obama (2013).

In der Saison 2013/14 beendeten die Blackhawks die Spielzeit mit 107 Punkten und zogen damit erneut in die Playoffs ein. Dort gewann man zunächst Serien gegen die St. Louis Blues und Minnesota Wild, bevor man im Western-Conference-Finale gegen die Los Angeles Kings ausschied. Im Anschluss wurde Duncan Keith erneut als bester Verteidiger der NHL ausgezeichnet, während Toews eine Nominierung für die Frank J. Selke Trophy erhielt.
Auch in der folgenden Saison bestätigten die Blackhawks ihre Stellung als Spitzenmannschaft in der Liga und waren beim All-Star-Game mit Toews, Kane, Keith, Brent Seabrook und Scott Darling gleich sechsfach vertreten. Nachdem sich Kane im Februar 2015 verletzt hatte und für den Rest der Hauptrunde ausfiel, verpflichteten die Blackhawks zunächst Antoine Vermette von den Arizona Coyotes sowie Kimmo Timonen von den Philadelphia Flyers. Besonders Vermette sollte sich in den Stanley Cup Playoffs als Schlüsselspieler herausstellen. Die Mannschaft verzeichnete am Saisonende 102 Punkte und die wenigsten Gegentore in der NHL. In den Playoffs besiegte man zunächst die Nashville Predators, Minnesota Wild und Anaheim Ducks, bevor man im Finale gegen die Tampa Bay Lightning antrat und sich in sechs Spielen den dritten Stanley Cup in fünf Jahren sicherte. Keith wurde anschließend mit der Conn Smythe Trophy als wertvollster Spieler der Playoffs ausgezeichnet und Toews erhielt den Mark Messier Leadership Award.

## Spielstätten

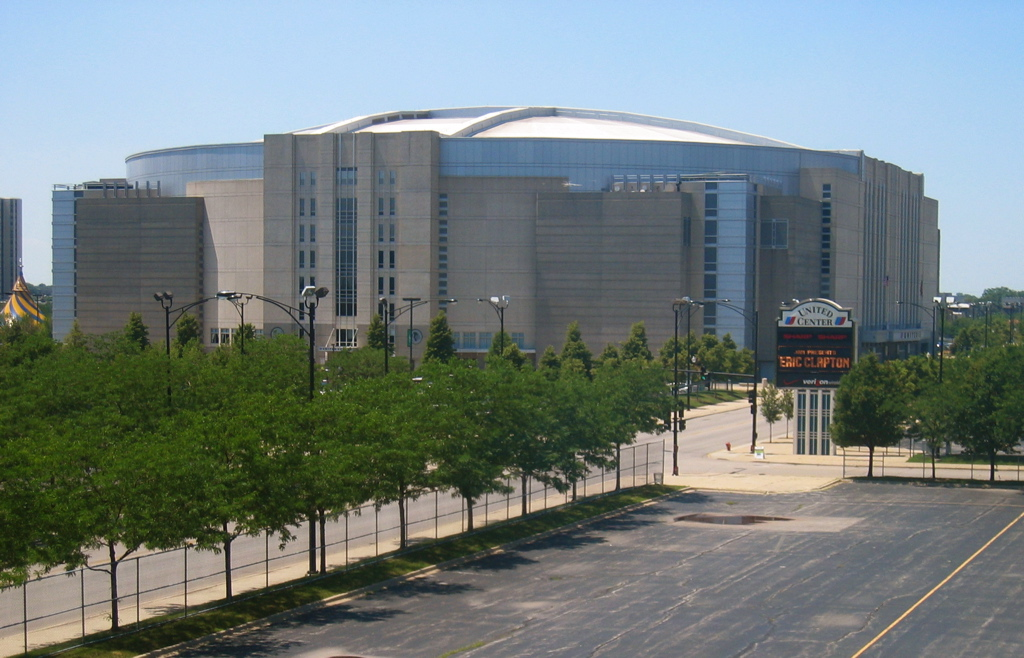
Im United Center werden seit 1994 die Heimspiele der Blackhawks ausgetragen

Die Blackhawks tragen ihre Heimspiele seit 1994 im United Center, einer 20.500 Zuschauer fassenden Multifunktionsarena, aus. Der Besitzer war bis zu seinem Tod im Juli 2023 Rocky Wirtz, dem auch die Blackhawks gehörten. Die Namensrechte an der Arena liegen noch bis 2034 bei United Airlines, die für die gesamte Dauer von 20 Jahren 36 Millionen US-Dollar zahlt.
Von 1929 bis 1994 spielte der Klub im 1929 eröffneten Chicago Stadium, das bei Eishockeyveranstaltungen eine Kapazität von 17.317 Plätzen hatte. Das Stadium zählte zu den traditionsreichsten Hallen in der NHL. Zu Beginn der 1990er Jahre entschied sich die Stadt jedoch für eine modernere Arena, etwas außerhalb des Stadtzentrums gelegen. Die ersten drei Spielzeiten war das Chicago Coliseum Heimat der Blackhawks.

## Besitzer und Farmteams
Seit 1954 sind die Blackhawks in Besitz der Familie Wirtz. Rocky Wirtz, dessen Vater William Wirtz in Chicago sehr viele Immobilien besaß, hatte unter anderem einen Anteil am Spirituosenhandel in Illinois. Die Wirtz-Familie ist auch Mitbesitzer des United Center.
Zu den Hawks, wie zu allen anderen NHL-Teams, gehören auch mehrere Mannschaften in niederklassigeren Ligen, sogenannte Farmteams. Im Falle der Hawks sind dies seit 2000 die Rockford IceHogs in der American Hockey League und seit 2014 Indy Fuel in der ECHL. Die Farmteams werden oft dazu benutzt, die Nachwuchsspieler und Rookies auf die „richtigen“ NHL-Spiele vorzubereiten. Den Nachwuchs beziehen die Hawks dabei, wie die anderen Vereine, vor allem über die NHL Entry Draft, über die alljährlich die vielversprechendsten Nachwuchsspieler in die Liga gelangen.
Die Farmteams der Chicago Blackhawks seit 1973:
| Zeitraum  | Mannschaft          | Liga |
| 1967–1978 | Dallas Black Hawks  | CHL  |
| 1973–1982 | Flint Generals      | IHL  |
| 1978–1982 | New Brunswick Hawks | AHL  |
| 1982–1984 | Peoria Prancers     | IHL  |
| 1982–1984 | Springfield Indians | AHL  |
| 1984–1985 | Milwaukee Admirals  | IHL  |
| 1985–1987 | Nova Scotia Oilers  | AHL  |
| 1985–1987 | Saginaw Generals    | IHL  |

| Zeitraum  | Mannschaft            | Liga |
| 1987–1989 | Saginaw Hawks         | IHL  |
| 1989–1999 | Indianapolis Ice      | IHL  |
| 1994–1995 | Flint Generals        | CoHL |
| 1994–1998 | Columbus Chill        | ECHL |
| 1999–2000 | Cleveland Lumberjacks | IHL  |
| 2000–2007 | Norfolk Admirals      | AHL  |
| 2002–2004 | Roanoke Express       | ECHL |
| 2004–2007 | Greenville Grrrowl    | ECHL |

| Zeitraum  | Mannschaft           | Liga |
| 2007–2008 | Pensacola Ice Pilots | ECHL |
| seit 2007 | Rockford IceHogs     | AHL  |
| 2008      | Fresno Falcons       | ECHL |
| 2008–2009 | Gwinnett Gladiators  | ECHL |
| 2009–2014 | Toledo Walleye       | ECHL |
| seit 2014 | Indy Fuel            | ECHL |

## Diverses

### Aktuelles Trikotdesign
Die Chicago Blackhawks spielen seit der Zeit der Original Six traditionell in den Teamfarben entsprechenden roten und weißen Trikots, die über die Jahre hinweg nur minimal verändert wurden und in denen ebenfalls die weitere Teamfarbe schwarz verwendet wird. Signifikant für das rote Trikot ist dabei ein schwarz-weißer Streifen auf dem Ärmel in Höhe des Ellenbogens sowie eine schwarz-weiß gestreifte Fläche unterhalb des Teamlogos, das bei allen NHL-Teams traditionell die Brustpartie bestimmt. An den Ellenbogen des weißen Trikots befindet sich ein von zwei schwarzen Streifen umgebener roter Balken, ebenso unterhalb des Brustlogos. Auf den Schulter tragen die Spieler zudem das Alternativlogo des Franchises.
Die wichtigste Änderung des Trikotdesigns zur Saison 2007/08 war ein ligaweiter Ausrüsterwechsel, an den Trikots der Blackhawks änderte sich jedoch, wie bei allen anderen Teams der Original Six, bis auf minimale Abweichungen nichts. Nach den Vorschriften der Liga muss das Heimtrikot seit 2003 in einer dunklen, das Auswärtstrikot in einer hellen Grundfarbe gestaltet sein. Für die Ausrüstung der Chicago Blackhawks bedeutet dies, dass das Team bei Heimspielen in den roten, bei Auswärtsspielen in den weißen Jerseys antritt.

### Heritage Nights
Je ein Heimspiel wird als Greek Heritage Night, Italian Heritage Night, Polish Heritage Night und Jewish Community Night ausgetragen. Das Begleitprogramm der Spiele ist thematisch den jeweiligen Gemeinschaften gewidmet.

## Erfolge und Ehrungen

### Sportliche Erfolge
| Stanley Cups                                         |                                                               |
| Saison                                               |                                                               |
| 1933/34, 1937/38, 1960/61, 2009/10, 2012/13, 2014/15 |                                                               |
| Presidents' Trophies                                 |                                                               |
| Saison                                               |                                                               |
| 1990/91, 2012/13                                     |                                                               |
| Conference Championships                             | Saison                                                        |
| Clarence S. Campbell Bowl                            | 1970/71, 1971/72, 1972/73, 1991/92, 2009/10, 2012/13, 2014/15 |
| Prince of Wales Trophy                               | 1966/67*, 1969/70                                             |
| Division Championships                               | Saison                                                        |
| Eastern Division                                     | 1969/70                                                       |
| Western Division                                     | 1970/71, 1971/72, 1972/73                                     |
| Smythe Division                                      | 1975/76, 1977/78, 1978/79, 1979/80                            |
| Norris Division                                      | 1982/83, 1985/86, 1989/90, 1990/91, 1992/93                   |
| Central Division                                     | 2009/10, 2012/13, 2016/17                                     |

* In der Zeit der „Original Six“ wurde in nur einer Division gespielt. Das beste Team
der regulären Saison erhielt die Prince of Wales Trophy.

### Spielertrophäen
Art Ross Trophy
- Roy Conacher: 1948/49
- Bobby Hull: 1959/60, 1961/62, 1965/66
- Stan Mikita: 1963/64, 1964/65, 1966/67, 1967/68
- Patrick Kane: 2015/16

Conn Smythe Trophy
- Jonathan Toews: 2009/10
- Patrick Kane: 2012/13
- Duncan Keith: 2014/15

Bill Masterton Memorial Trophy
- Pit Martin: 1969/70
- Bryan Berard: 2003/04

Calder Memorial Trophy
- Cully Dahlstrom: 1937/38
- Ed Litzenberger: 1954/55
- Bill Hay: 1959/60
- Tony Esposito: 1969/70
- Steve Larmer: 1982/83
- Ed Belfour: 1990/91
- Patrick Kane: 2007/08
- Artemi Panarin: 2015/16
- Connor Bedard: 2023/24

Frank J. Selke Trophy
- Troy Murray: 1985/86
- Dirk Graham: 1990/91
- Jonathan Toews: 2012/13

Hart Memorial Trophy
- Max Bentley: 1945/46
- Al Rollins: 1953/54
- Bobby Hull: 1964/65, 1965/66
- Stan Mikita: 1966/67, 1967/68
- Patrick Kane: 2015/16

Jack Adams Award
- Orval Tessier: 1982/83

James Norris Memorial Trophy
- Pierre Pilote: 1962/63, 1963/64, 1964/65
- Doug Wilson: 1981/82
- Chris Chelios: 1992/93, 1995/96
- Duncan Keith: 2009/10, 2013/14

Lady Byng Memorial Trophy
- Elwyn „Doc“ Romnes: 1935/36
- Max Bentley: 1942/43
- Clint Smith: 1943/44
- Bill Mosienko: 1944/45
- Kenny Wharram: 1963/64
- Bobby Hull: 1964/65
- Stan Mikita: 1966/67, 1967/68

Lester Patrick Trophy
- Bobby Hull: 1968/69
- Tommy Ivan: 1974/75
- Stan Mikita: 1975/76
- Phil Esposito: 1977/78
- William Wirtz: 1977/78
- Bobby Orr: 1978/79
- Arthur M. Wirtz: 1984/85

Mark Messier Leadership Award
- Jonathan Toews: 2014/15

Ted Lindsay Award
- Patrick Kane: 2015/16

Vezina Trophy
- Chuck Gardiner: 1931/32, 1933/34
- Lorne Chabot: 1934/35
- Glenn Hall: 1962/63
- Glenn Hall & Denis DeJordy: 1966/67
- Tony Esposito: 1969/70, 1973/74
- Tony Esposito & Gary Smith: 1971/72
- Ed Belfour: 1990/91, 1992/93

William M. Jennings Trophy
- Ed Belfour: 1990/91, 1992/93, 1994/95
- Corey Crawford & Ray Emery: 2012/13
- Corey Crawford: 2014/15

### NHL All-Star Game-Nominierungen
Aus den Reihen der Blackhawks standen 71 Feldspieler und acht Torhüter im Kader bei einem All-Star-Game. Dabei sind auch die drei Benefizspiele berücksichtigt, die vor der Einführung des NHL All-Star Games ausgetragen wurden. Die Feldspieler kamen zu 165 Einsätzen, bei denen ihnen 36 Tore und 72 Vorlagen gelangen. Die Torhüter bringen zusätzlich noch 23 Einsätze mit ein. Zu berücksichtigen ist dabei, dass die Blackhawks 1961 als Stanley-Cup-Sieger mit ihrem gesamten Team antraten. Sieben der 17 Spieler haben bei diesem Spiel ihr einziges All-Star-Game für die Blackhawks bestritten. Sieben Rookies oder Sophomores der Blackhawks standen im Kader des YoungStars Game, das von 2002 bis 2009 ausgetragen wurde.

Mit zwölf Teilnahmen für die Blackhawks ist Bobby Hull der Spieler, der auf die meisten Teilnahmen in der Geschichte des Teams zurückblicken kann. Sein Wechsel in die World Hockey Association hinderte ihn an weiteren Einsätzen. Genau wie er brachte es auch Tony Amonte auf zehn Punkte in All-Star-Games. Sehr erfolgreich war auch Jeremy Roenick, der in allen vier Spielen, in denen er Chicago vertrat, je einen Treffer erzielte.
Vor den offiziellen All-Star-Games gab es drei Benefizspiele, an denen ebenfalls Spieler der Blackhawks teilnahmen. Beim ersten, dem Ace Bailey Benefit Game, standen mit Charlie Gardiner und Lionel Conacher zwei Spieler aus Chicago im Kader.
Das 1. National Hockey League All-Star Game fand 1947 mit drei Spielern der Blackhawks statt. Max Bentley war der erste Spieler, der in einem offiziellen Spiel ein Tor für das All-Star-Team erzielte. Seinem Bruder Doug Bentley gelang in diesem Spiel auch noch ein Treffer. Weniger glücklich verlief das Spiel für den dritten Spieler aus Chicago. Bill Mosienko verletzte sich schwer und musste für 20 Spiele pausieren.
Nachdem sich die Verantwortlichen der Blackhawks sehr für die Einführung des offiziellen All-Star-Games eingesetzt hatten, wurde ihnen schon bei der ersten Austragung zugesagt, das zweite Spiel in Chicago zu veranstalten. Bis heute fand das All-Star-Game viermal in Chicago statt. 1961 waren die Blackhawks als Titelverteidiger sogar Gegner des NHL All-Star Teams. Man unterlag in diesem Spiel mit 3:1. Erneut wurde das Spiel 1974 im Chicago ausgetragen. Das bislang letzte All-Star-Game in Chicago fand 1991 statt, auch damals noch im Chicago Stadium. Nachdem das erste Spiel in Chicago gut 12.000 Zuschauer gesehen hatten, wurde diese Zahl jedes Mal um etwa 2.000 gesteigert. 1991 besuchten 18.472 das Event.
Einige Spieler der Blackhawks halten auch Rekorde beim NHL All-Star Game oder waren daran beteiligt. Glenn Hall, der öfter als jeder andere Torhüter zum All-Star-Game nominiert war, spielte acht seiner 13 Einsätze während seiner Zeit in Chicago.
Mit Bobby Hull (1970 und 1971) und Éric Dazé (2002) war dreimal ein Spieler der Blackhawks wertvollster Spieler des All-Star-Games. Hull ist der einzige, der diese Auszeichnung in zwei aufeinanderfolgenden Jahren erhielt.
Außer den All-Star-Games gab es drei weitere Anlässe, bei dem die NHL ein All-Star-Team stellte. Bei der Summit Series 1972 waren Tony Esposito, Pat Stapleton, Bill White, Dennis Hull und Stan Mikita von den Blackhawks im Kader. Bobby Hull wurde, nachdem er einen Vertrag in der WHA unterschrieben hatte, aus dem Kader gestrichen. Beim Challenge Cup 1979 wurde Chicago lediglich von Tony Esposito vertreten. Wie bei den ersten beiden Serien, war auch beim Rendez-vous ’87 die sowjetische Nationalmannschaft Gegner des NHL-Teams, das mit Doug Wilson antrat.

### Franchiserekorde
Im Folgenden werden ausgewählte Spielerrekorde des Franchise sowohl über die gesamte Karriere als auch über einzelne Spielzeiten aufgeführt.

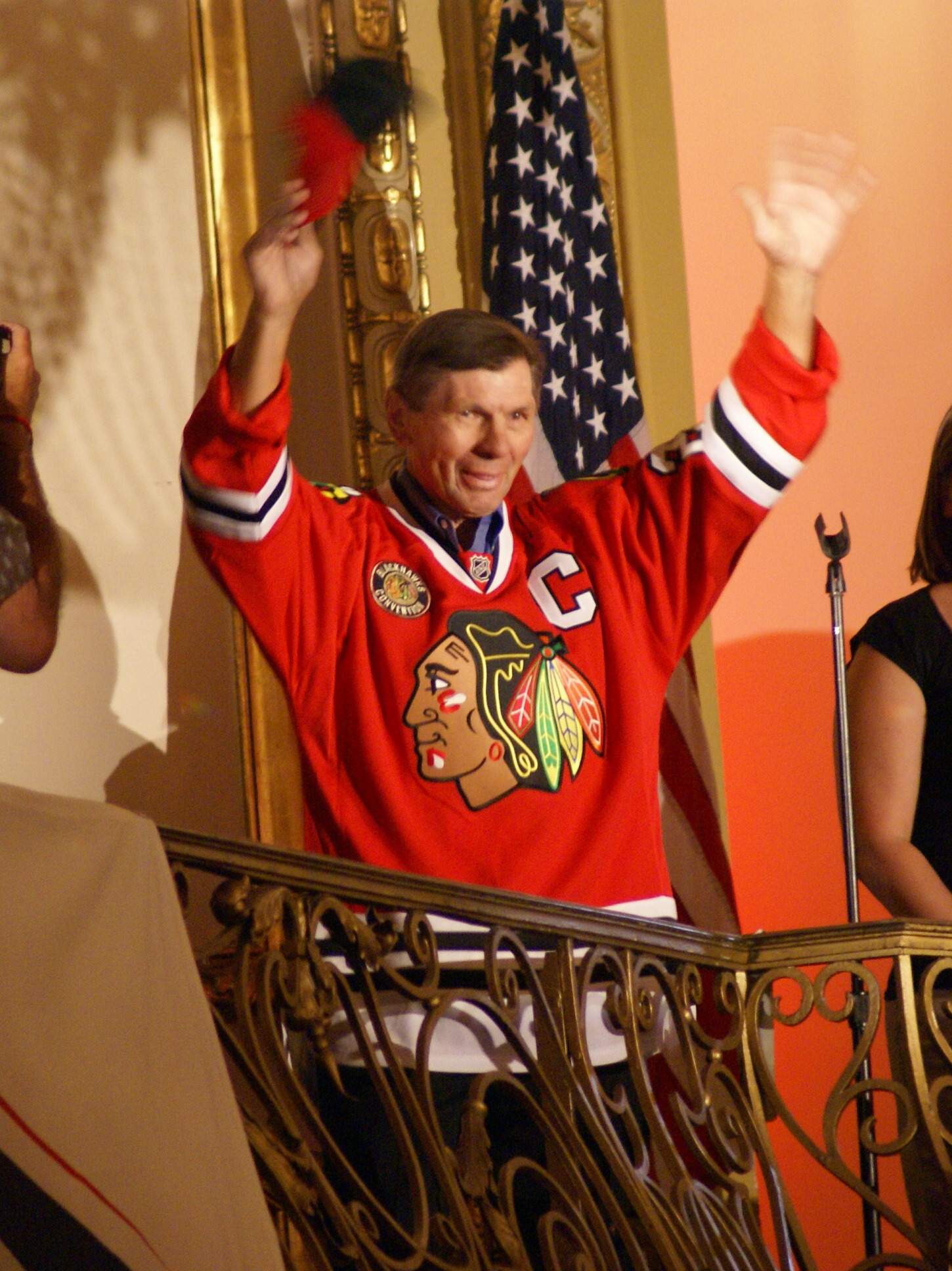
Stan Mikita ist der Spieler mit den meisten Einsätzen für die Blackhawks

#### Karriere

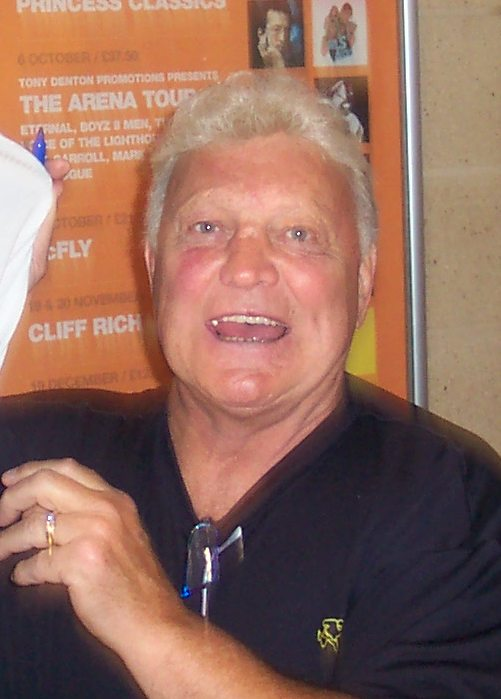
Bobby Hull schoss die meisten Tore für die Blackhawks

|                                   | Name          | Anzahl                                   |
| Meiste Spiele                     | Stan Mikita   | 1.394 (in 22 Spielzeiten)                |
| Meiste aufeinanderfolgende Spiele | Steve Larmer  | 884 (6. Oktober 1982 bis 15. April 1993) |
| Meiste Tore                       | Bobby Hull    | 604                                      |
| Meiste Vorlagen                   | Stan Mikita   | 926                                      |
| Meiste Punkte                     | Stan Mikita   | 1.467 (541 Tore + 926 Vorlagen)          |
| Meiste Strafminuten               | Chris Chelios | 1.495                                    |
| Meiste Shutouts                   | Tony Esposito | 74                                       |

#### Saison
|                               | Name         | Anzahl                      | Saison          |
| Meiste Tore                   | Bobby Hull   | 58                          | 1968/69         |
| Meiste Vorlagen               | Denis Savard | 87                          | 1981/82 1987/88 |
| Meiste Punkte                 | Denis Savard | 131 (44 Tore + 87 Vorlagen) | 1987/88         |
| Meiste Punkte als Rookie      | Steve Larmer | 90 (43 Tore + 47 Vorlagen)  | 1982/83         |
| Meiste Punkte als Verteidiger | Doug Wilson  | 85 (39 Tore + 46 Vorlagen)  | 1981/82         |
| Meiste Strafminuten           | Mike Peluso  | 408                         | 1991/92         |
| Meiste Siege als Torhüter     | Ed Belfour   | 43                          | 1990/91         |

## Trainer

### Frühe Jahre (1926 bis 1938)
Abkürzungen: GC = Spiele, W = Siege, L = Niederlagen, T = Unentschieden, OTL = Niederlagen
nach Overtime, Pts = Punkte, Pts % = Punktquote
| Name             | Saison           | Reguläre Saison | Reguläre Saison | Reguläre Saison | Reguläre Saison | Reguläre Saison | Reguläre Saison | Playoffs | Playoffs | Playoffs | Playoffs |
| Name             | Saison           | GC              | W               | L               | T               | Pts             | Pts %           | GC       | W        | L        | T        |
| Pete Muldoon     | 1926/27          | 44              | 19              | 22              | 3               | 41              | .432            | 2        | 0        | 1        | 1        |
| Barney Stanley   | 1927/28*         | 23              | 4               | 17              | 2               | 10              | .174            | —        | —        | —        | —        |
| Hughie Lehman    | 1927/28*         | 21              | 3               | 17              | 1               | 7               | .143            | —        | —        | —        | —        |
| Herb Gardiner    | 1928/29*         | 32              | 5               | 23              | 4               | 14              | .156            | —        | —        | —        | —        |
| Dick Irvin       | 1928/29*         | 12              | 2               | 6               | 4               | 8               | .167            | —        | —        | —        | —        |
| Tom Shaughnessy  | 1929/30*         | 21              | 10              | 8               | 3               | 23              | .476            | —        | —        | —        | —        |
| Bill Tobin       | 1929/30*         | 23              | 11              | 10              | 2               | 24              | .478            | 2        | 0        | 1        | 1        |
| Dick Irvin       | 1930/31          | 44              | 24              | 17              | 3               | 51              | .545            | 9        | 5        | 3        | 1        |
| Bill Tobin       | 1931/32          | 48              | 18              | 19              | 11              | 47              | .375            | 2        | 1        | 1        | 0        |
| Emil Iverson     | 1932/33*         | 21              | 8               | 7               | 6               | 22              | .381            | —        | —        | —        | —        |
| Godfrey Matheson | 1932/33*         | 2               | 0               | 2               | 0               | 0               | .000            | —        | —        | —        | —        |
| Tommy Gorman     | 1932/33*–1933/34 | 73              | 28              | 28              | 17              | 73              | .384            | 8        | 6        | 1        | 1        |
| Clem Loughlin    | 1934/35–1936/37  | 144             | 61              | 63              | 20              | 142             | .424            | 4        | 1        | 2        | 1        |
| Bill Stewart     | 1937/38–1938/39* | 69              | 22              | 35              | 12              | 56              | .319            | 10       | 7        | 3        | 0        |

* Wechsel während der laufenden Saison
Bereits nach der ersten Saison wurde Pete Muldoon nach einem Streit entlassen. Ihm wurde unterstellt, er hätte das Team mit einem Fluch belegt. Seine Nachfolger hielten sich weniger als eine Saison im Amt. Dick Irvin und der spätere General Manager Bill Tobin übernahmen zwei Mal die Trainerposition. Erst dem elften Trainer war es vergönnt, zu Beginn von zwei aufeinanderfolgenden Spielzeiten an der Bande zu stehen. Sein Nachfolger Bill Stewart war ein ehemaliger Baseballtrainer, der den Klubbesitzer durch seine Autorität beeindruckte. Mit Stewart hatten die Black Hawks den ersten in den Vereinigten Staaten geborenen Trainer, der den Stanley Cup gewann.

### „Original Six“- und Expansion-Jahre (1939 bis 1977)
| Name             | Saison            | Reguläre Saison | Reguläre Saison | Reguläre Saison | Reguläre Saison | Reguläre Saison | Reguläre Saison | Playoffs | Playoffs | Playoffs |
| Name             | Saison            | GC              | W               | L               | T               | Pts             | Pts %           | GC       | W        | L        |
| Paul Thompson    | 1938/39*–1944/45* | 272             | 104             | 127             | 41              | 249             | .382            | 19       | 7        | 12       |
| Johnny Gottselig | 1944/45*–1947/48* | 187             | 62              | 105             | 20              | 144             | .332            | 4        | 0        | 4        |
| Charlie Conacher | 1947/48*–1949/50  | 162             | 56              | 84              | 22              | 134             | .346            | —        | —        | —        |
| Ebbie Goodfellow | 1950/51–1951/52   | 140             | 30              | 91              | 19              | 79              | .214            | —        | —        | —        |
| Sid Abel         | 1952/53–1953/54   | 140             | 39              | 79              | 22              | 100             | .279            | 7        | 3        | 4        |
| Frank Eddolls    | 1954/55           | 70              | 13              | 40              | 17              | 43              | .186            | —        | —        | —        |
| Dick Irvin       | 1955/56           | 70              | 19              | 39              | 12              | 50              | .271            | —        | —        | —        |
| Tommy Ivan       | 1956/57–1957/58*  | 103             | 26              | 56              | 21              | 73              | .252            | —        | —        | —        |
| Rudy Pilous      | 1957/58*–1962/63  | 387             | 162             | 151             | 74              | 398             | .419            | 41       | 19       | 22       |
| Billy Reay       | 1963/64–1976/77*  | 1012            | 516             | 335             | 161             | 1.193           | .510            | 116      | 56       | 60       |
| Bill White       | 1976/77*          | 46              | 16              | 24              | 6               | 38              | .348            | 2        | 0        | 2        |

Kurz nach Beginn der folgenden Saison wurde Bill Stewart durch den Torjäger Paul Thompson ersetzt. Er war im ersten Jahr noch Spielertrainer, konzentrierte sich danach aber nur noch auf die Tätigkeit hinter der Bande und blieb sechs weitere Jahre an der Bande. In dieser für den Verein wenig erfolgreichen Zeit setzten die Black Hawks bevorzugt auf ehemalige Spieler. Mit Johnny Gottselig wurde ein langjähriger Black Hawk als Trainer angestellt. Die großen Erfolge blieben ihm und seinen Nachfolgern verwehrt. Sid Abel startete hier seine Trainerkarriere und war später bei den Detroit Red Wings sehr erfolgreich. Auch Dick Irvin, der das Team nach über 20 Jahren zum dritten Mal übernahm, hatte keinen Erfolg. In der Zwischenzeit hatte er dreimal eine Trainertätigkeit angenommen – in Toronto und zweimal in Montréal – und führte sein Team jeweils in die Finalserie. Nach ihm übernahm General Manager Tommy Ivan für eineinhalb Jahre die Aufgaben als Trainer, bevor es Rudy Pilous wieder gelang, das Team in die Playoffs zu führen und 1961 den Stanley Cup zu gewinnen. Mit dem Sieg der AHL-Meisterschaft als Referenz kam Billy Reay, dem es in der Geschichte der Black Hawks als einzigen gelang mehr als zehn Jahre im Amt zu bleiben.

### Die Ära Pulford (seit 1977)
| Name             | Saison            | Reguläre Saison | Reguläre Saison | Reguläre Saison | Reguläre Saison | Reguläre Saison | Reguläre Saison | Reguläre Saison | Playoffs | Playoffs | Playoffs |
| Name             | Saison            | GC              | W               | L               | T               | OTL             | Pts             | Pts %           | GC       | W        | L        |
| Bob Pulford      | 1977/78–1978/79   | 160             | 61              | 65              | 34              | —               | 156             | .381            | 8        | 0        | 8        |
| Eddie Johnston   | 1979/80           | 80              | 34              | 27              | 19              | —               | 87              | .425            | 7        | 3        | 4        |
| Keith Magnuson   | 1980/81–1981/82*  | 132             | 49              | 57              | 26              | —               | 124             | .371            | 3        | 0        | 3        |
| Bob Pulford      | 1981/82*          | 28              | 12              | 14              | 2               | —               | 26              | .429            | 15       | 8        | 7        |
| Orval Tessier    | 1982/83–1984/85*  | 213             | 99              | 93              | 21              | —               | 219             | .465            | 18       | 9        | 9        |
| Bob Pulford      | 1984/85*–1986/87  | 187             | 84              | 77              | 26              | —               | 194             | .449            | —        | —        | —        |
| Bob Murdoch      | 1987/88           | 80              | 30              | 41              | 9               | —               | 69              | .375            | 5        | 1        | 4        |
| Mike Keenan      | 1988/89–1991/92   | 320             | 153             | 126             | 41              | —               | 347             | .478            | 60       | 33       | 27       |
| Darryl Sutter    | 1992/93–1994/95   | 216             | 110             | 80              | 26              | —               | 246             | .509            | 26       | 11       | 15       |
| Craig Hartsburg  | 1995/96–1997/98   | 246             | 104             | 102             | 40              | —               | 248             | .423            | 16       | 8        | 8        |
| Dirk Graham      | 1998/99*          | 59              | 16              | 35              | 8               | —               | 40              | .271            | 22       | 9        | 13       |
| Lorne Molleken   | 1998/99*–1999/00* | 47              | 18              | 19              | 8               | 2               | 46              | .383            | —        | —        | —        |
| Bob Pulford      | 1999/00*          | 58              | 28              | 24              | 6               | 0               | 62              | .483            | —        | —        | —        |
| Alpo Suhonen     | 2000/01           | 82              | 29              | 41              | 8               | 4               | 70              | .354            | —        | —        | —        |
| Brian Sutter     | 2001/02–2003/04   | 246             | 91              | 103             | 37              | 15              | 234             | .370            | 5        | 1        | 4        |
| Trent Yawney     | 2005/06–2006/07*  | 103             | 33              | 55              | 0               | 15              | 81              | .320            | —        | —        | —        |
| Denis Savard     | 2006/07*–2008/09  | 147             | 65              | 66              | 0               | 16              | 146             | .442            | —        | —        | —        |
| Joel Quenneville | 2008/09–2018/19*  | 797             | 452             | 249             | —               | 96              | 1000            | .627            | 128      | 76       | 52       |
| Jeremy Colliton  | 2018/19*–2021/22* | 205             | 87              | 92              | —               | 26              | 200             | .488            | 9        | 4        | 5        |
| Derek King       | 2021/22*          | 70              | 27              | 33              | —               | 10              | 64              | .457            | —        | —        | —        |
| Luke Richardson  | 2022/23–2024/25*  | 190             | 57              | 118             | —               | 15              | 129             | .339            | —        | —        | —        |
| Anders Sörensen  | 2024/25*          | 56              | 17              | 30              | —               | 9               | 43              | .384            | —        | —        | —        |
| Jeff Blashill    | seit 2025/26      |                 |                 |                 | —               |                 |                 |                 | —        | —        | —        |

Mit Bob Pulford engagierte die Klubführung einen neuen Trainer und General Manager in Personalunion. Nach zwei Jahren verpflichtete er einen Trainer und konzentrierte sich auf seinen Managerposten. Drei Mal löste General Manager Bob Pulford einen Trainer hinter der Bande ab. Bob Murdoch, der später auch einige Teams in der Deutschen Eishockey Liga betreuen sollte, wurde erst nachdem er Chicago verlassen hatte zum Trainer des Jahres gewählt. Mike Keenan, der Pulford als GM abgelöst hatte, gewann im Jahr nach seinem Abgang mit den New York Rangers den Stanley Cup. Als langjähriger Spieler der Blackhawks startete Darryl Sutter seine Trainerkarriere in Chicago. Der Versuch mit dem ehemaligen Teamkapitän Dirk Graham schlug fehl und Alpo Suhonen, der erste Europäer, der den Platz hinter der Bande der Blackhawks bekam, musste nach einem Jahr wegen Herzproblemen zurücktreten.

## General Manager
| Name                | Saison           |
| Frederic McLaughlin | 1926/27–1941/42  |
| Bill Tobin          | 1942/43–1953/54  |
| Tommy Ivan          | 1954/55–1976/77  |
| Bob Pulford         | 1977/78–1989/90  |
| Mike Keenan         | 1990/91–1992/93* |
| Bob Pulford         | 1992/93*–1996/97 |

| Name          | Saison           |
| Bob Murray    | 1997/98–1999/00* |
| Bob Pulford   | 1999/00*         |
| Mike Smith    | 2000/01–2003/04* |
| Bob Pulford   | 2003/04*–2004/05 |
| Dale Tallon   | 2005/06–2008/09  |
| Stan Bowman   | 2009/10–2021/22* |
| Kyle Davidson | seit 2021/22*    |

## Spieler

### Kader der Saison 2024/25
Stand: 24. Juni 2025
| Nr. | Nat.               | Spieler            | Pos. | Geburtsdatum       | in Org. seit | Geburtsort                                |
| --- | ------------------ | ------------------ | ---- | ------------------ | ------------ | ----------------------------------------- |
| 39  | Kanada             | Laurent Brossoit   | G    | 23. März 1993      | 2024         | Port Alberni, British Columbia, Kanada    |
| 30  | Vereinigte Staaten | Spencer Knight     | G    | 19. April 2001     | 2025         | Darien, Connecticut, USA                  |
| 40  | Schweden           | Arvid Söderblom    | G    | 19. August 1999    | 2021         | Göteborg, Schweden                        |
| 42  | Kanada             | Nolan Allan        | D    | 28. April 2003     | 2021         | Saskatoon, Saskatchewan, Kanada           |
| 46  | Kanada             | Louis Crevier      | D    | 4. Mai 2001        | 2021         | Québec, Québec, Kanada                    |
| 44  | Vereinigte Staaten | Wyatt Kaiser       | D    | 31. Juli 2002      | 2023         | Andover, Minnesota, USA                   |
| 14  | Kanada             | Kevin Korchinski   | D    | 21. Juni 2004      | 2022         | Saskatoon, Saskatchewan, Kanada           |
| 55  | Belarus            | Arzjom Leuschunou  | D    | 28. Oktober 2005   | 2024         | Schlobin, Belarus                         |
| 5   | Vereinigte Staaten | Connor Murphy – A  | D    | 26. März 1993      | 2017         | Dublin, Ohio, USA                         |
| 72  | Vereinigte Staaten | Alex Vlasic        | D    | 31. Juli 2001      | 2022         | Wilmette, Illinois, USA                   |
| 22  | Vereinigte Staaten | Joey Anderson      | RW   | 19. Juni 1998      | 2023         | Roseville, Minnesota, USA                 |
| 89  | Kanada             | Andreas Athanasiou | C    | 6. August 1994     | 2022         | London, Ontario, Kanada                   |
| 98  | Kanada             | Connor Bedard      | C    | 17. Juli 2005      | 2023         | North Vancouver, British Columbia, Kanada |
| 59  | Kanada             | Tyler Bertuzzi     | LW   | 24. Februar 1995   | 2024         | Sudbury, Ontario, Kanada                  |
|     | Schweden           | André Burakovsky   | LW   | 9. Februar 1995    | 2025         | Klagenfurt, Österreich                    |
| 16  | Kanada             | Jason Dickinson    | C    | 4. Juli 1995       | 2022         | Georgetown, Ontario, Kanada               |
| 8   | Vereinigte Staaten | Ryan Donato        | C    | 9. April 1996      | 2023         | Boston, Massachusetts, USA                |
| 17  |                    | Nick Foligno – C   | LW   | 31. Oktober 1987   | 2023         | Buffalo, New York, USA                    |
| 23  | Schweiz            | Philipp Kurashev   | C    | 12. August 1999    | 2019         | Davos, Schweiz                            |
| 77  | Vereinigte Staaten | Patrick Maroon     | LW   | 23. April 1988     | 2024         | St. Louis, Missouri, USA                  |
| 95  | Russland           | Ilja Michejew      | RW   | 10. Oktober 1994   | 2024         | Omsk, Russland                            |
| 73  | Deutschland        | Lukas Reichel      | LW   | 17. Mai 2002       | 2021         | Nürnberg, Deutschland                     |
| 86  | Finnland           | Teuvo Teräväinen   | C    | 11. September 1994 | 2024         | Helsinki, Finnland                        |

### Mannschaftskapitäne
| Jahr      | Name             |
| 1926–1929 | Dick Irvin       |
| 1929–1930 | Duke Dukowski    |
| 1930–1931 | Ty Arbour        |
| 1931–1932 | Marvin Wentworth |
| 1932–1933 | Helge Bostrom    |
| 1933–1934 | Charlie Gardiner |
| 1934–1935 | kein Kapitän     |
| 1935–1940 | Johnny Gottselig |
| 1940–1942 | Earl Seibert     |
| 1942–1944 | Doug Bentley     |
| 1944–1945 | Clint Smith      |
| 1945–1946 | John Mariucci    |
| 1946–1947 | Red Hamill       |
| 1947–1948 | John Mariucci    |
| 1948–1949 | Gaye Stewart     |
| 1949–1950 | Doug Bentley     |

| Jahr      | Name                                        |
| 1950–1952 | Jack Stewart                                |
| 1952–1954 | Bill Gadsby                                 |
| 1954–1957 | Gus Mortson                                 |
| 1957–1958 | kein Kapitän                                |
| 1958–1961 | Ed Litzenberger                             |
| 1961–1968 | Pierre Pilote                               |
| 1968–1969 | kein Kapitän                                |
| 1969–1970 | Pat Stapleton                               |
| 1970–1975 | kein Kapitän                                |
| 1975–1976 | Stan Mikita** Pit Martin**                  |
| 1976–1977 | Stan Mikita** Pit Martin** Keith Magnuson** |
| 1977–1980 | Keith Magnuson                              |
| 1980–1982 | Terry Ruskowski                             |
| 1982–1987 | Darryl Sutter                               |

| Jahr      | Name             |
| 1985–1986 | Bob Murray*      |
| 1987–1988 | kein Kapitän     |
| 1988–1989 | Denis Savard     |
| 1989–1995 | Dirk Graham      |
| 1995–1999 | Chris Chelios    |
| 1999–2000 | Doug Gilmour     |
| 2000–2002 | Tony Amonte      |
| 2002–2004 | Alexei Schamnow  |
| 2005–2007 | Adrian Aucoin    |
| 2006      | Martin Lapointe* |
| 2007–2008 | kein Kapitän     |
| 2008–2023 | Jonathan Toews   |
| seit 2024 | Nick Foligno     |

### Mitglieder der Hockey Hall of Fame
- Ed Belfour
- Doug Bentley
- Max Bentley
- Chris Chelios
- Roy Conacher
- Art Coulter
- Murray Costello
- Phil Esposito
- Tony Esposito
- Bill Gadsby
- Chuck Gardiner

- Doug Gilmour
- Glenn Hall
- Marián Hossa
- Bobby Hull
- Stan Mikita
- Bill Mosienko
- Pierre Pilote
- Denis Savard
- Earl Seibert
- Doug Wilson

### Gesperrte Trikotnummern
| Nr. | Name           | Sperrungsdatum             |
| 1   | Glenn Hall     | 20. November 1988          |
| 3   | Keith Magnuson | 12. November 2008          |
| 3   | Pierre Pilote  | 12. November 2008          |
| 7   | Chris Chelios  | 25. Februar 2024           |
| 9   | Bobby Hull     | 18. Dezember 1983          |
| 18  | Denis Savard   | 19. März 1998              |
| 21  | Stan Mikita    | 20. November 1988          |
| 35  | Tony Esposito  | 20. November 1988          |
| 81  | Marián Hossa   | 20. November 2022          |
| 99  | Wayne Gretzky  | 6. Februar 2000 (ligaweit) |

In ihrer Franchise-Geschichte haben die Chicago Blackhawks bisher acht Trikotnummern offiziell gesperrt, zuletzt am 25. Februar 2024. Zudem wird eine weitere offiziell nicht mehr vergeben.
Erstmals wurde mit der Nummer 9 von Bobby Hull am 18. Dezember 1983 eine Trikotnummer von den Chicago Blackhawks offiziell gesperrt. Hull war der dominierende Spieler in den 1960er Jahren, doch durch seinen Wechsel in die World Hockey Association 1972 war er in Ungnade gefallen. Nachdem die NHL ihn 1983 in die Hockey Hall of Fame aufnahm, zeigten sich auch die Blackhawks zu dieser Auszeichnung bereit. Am 20. November 1988 folgten ihm gleich drei Spieler. Neben
Stan Mikita, der lange an Hulls Seite gestürmt hatte, wurden auch die beiden Torhüter Glenn Hall und Tony Esposito geehrt. Fast zehn Jahre vergingen, ehe mit Denis Savards Nummer 18 eine weitere Nummer aus dem Umlauf genommen wurde. Diese Rückennummern hängen als Banner im United Center und werden an keinen Spieler der Chicago Blackhawks mehr vergeben.
Schon seit längerem trug kein Spieler mehr die Nummer 3. Diese wurde zu Ehren von Keith Magnuson zunächst inoffiziell aus dem Umlauf genommen. Am 12. November 2008, vor dem Spiel der Blackhawks gegen die Boston Bruins, wurde die Nummer auch offiziell gesperrt. Vor Magnuson trug diese auch lange der ehemalige Mannschaftskapitän Pierre Pilote. Das Trikot mit der Nummer 3 wurde zu Ehren dieser beiden Spieler aus dem Umlauf genommen. Am 20. November 2022 sperrten die Blackhawks die Nummer 81 von Marián Hossa. Am 25. Februar 2024 sperrten die Blackhawks die Nummer 7 von Chris Chelios.
Des Weiteren wird die berühmte 99 des Kanadiers Wayne Gretzky nicht mehr an einen Spieler vergeben, da sie seit dem 6. Februar 2000 offiziell durch die Liga gesperrt ist.

### Top-10-Wahlrechte im NHL Entry Draft
| Name           | Jahr | Draft-Position |
| Greg Vaydik    | 1975 | 7.             |
| Réal Cloutier  | 1976 | 9.             |
| Doug Wilson    | 1977 | 6.             |
| Tim Higgins    | 1978 | 10.            |
| Keith Brown    | 1979 | 7.             |
| Denis Savard   | 1980 | 3.             |
| Ken Yaremchuk  | 1982 | 7.             |
| Eddie Olczyk   | 1984 | 3.             |
| Jimmy Waite    | 1987 | 8.             |
| Jeremy Roenick | 1988 | 8.             |
| Adam Bennett   | 1989 | 6.             |
| Mark Bell      | 1998 | 8.             |

| Name              | Jahr | Draft-Position |
| Michail Jakubow   | 2000 | 10.            |
| Tuomo Ruutu       | 2001 | 9.             |
| Cam Barker        | 2004 | 3.             |
| Jack Skille       | 2005 | 7.             |
| Jonathan Toews    | 2006 | 3.             |
| Patrick Kane      | 2007 | 1.             |
| Adam Boqvist      | 2018 | 8.             |
| Kirby Dach        | 2019 | 3.             |
| Kevin Korchinski  | 2022 | 7.             |
| Connor Bedard     | 2023 | 1.             |
| Arzjom Leuschunou | 2024 | 2.             |
| Anton Frondell    | 2025 | 3.             |

Die Spieler der frühen Draftjahre 1963 bis 1968 sind hier nicht aufgeführt.
24 Mal konnten die Blackhawks bereits als eine der ersten zehn Mannschaften einen Spieler auswählen. 2007 und 2023 hatte das Team das erste Draftrecht.

### Franchise-Top-Punktesammler
Die zehn besten Punktesammler in der Geschichte des Franchise bis zum Ende der regulären Saison 2024/25 und der Playoffs 2025.
Abkürzungen: Pos = Position, GP = Spiele, G = Tore, A = Vorlagen, Pts = Punkte, P/G = Punkte pro Spiel
| Name           | Pos | Saison          | GP   | G   | A   | Pts  | P/G  |
| Stan Mikita    | F   | 1957/58–1979/80 | 1394 | 541 | 926 | 1467 | 1,05 |
| Patrick Kane   | RW  | 2007/08–2022/23 | 1161 | 446 | 779 | 1225 | 1,06 |
| Bobby Hull     | LW  | 1957/58–1971/72 | 1036 | 604 | 549 | 1153 | 1,11 |
| Denis Savard   | F   | 1980/81–1989/90 | 881  | 377 | 719 | 1096 | 1,24 |
| Denis Savard   | F   | 1994/95–1996/97 | 881  | 377 | 719 | 1096 | 1,24 |
| Steve Larmer   | F   | 1980/81–1992/93 | 891  | 406 | 517 | 923  | 1,03 |
| Jonathan Toews | C   | 2007/08–2022/23 | 1067 | 372 | 511 | 883  | 0,83 |
| Doug Wilson    | D   | 1977/78–1990/91 | 938  | 225 | 554 | 779  | 0,83 |
| Dennis Hull    | LW  | 1964/65–1976/77 | 904  | 298 | 342 | 640  | 0,70 |
| Pit Martin     | F   | 1967/68–1977/78 | 740  | 243 | 384 | 627  | 0,84 |
| Duncan Keith   | D   | 2005/06–2020/21 | 1192 | 105 | 520 | 625  | 0,52 |

| Name           | Pos | GP  | G  | A  | Pts | P/G  |
| Stan Mikita    | F   | 155 | 59 | 91 | 150 | 0,97 |
| Denis Savard   | F   | 131 | 61 | 84 | 145 | 1,10 |
| Patrick Kane   | RW  | 136 | 53 | 80 | 132 | 0,97 |
| Bobby Hull     | LW  | 116 | 62 | 67 | 129 | 1,11 |
| Jonathan Toews | C   | 137 | 45 | 74 | 119 | 0,87 |
| Steve Larmer   | F   | 107 | 45 | 66 | 111 | 1,04 |
| Duncan Keith   | D   | 135 | 18 | 68 | 86  | 0,64 |
| Patrick Sharp  | LW  | 117 | 42 | 38 | 80  | 0,68 |
| Doug Wilson    | D   | 95  | 19 | 61 | 80  | 0,84 |
| Jeremy Roenick | RW  | 82  | 35 | 42 | 77  | 0,94 |